# Naht (arabische Abkürzung)
Ein Naht (arabisch نحت, DMG naḥt) ist in der Arabischen Sprache die Zusammenziehung von mehreren Wörtern zu einem mit Reduzierung der Bestandteile. Adam Gacek definiert Naht als „Kontraktion, in der zwei oder drei Wörter in ein Kofferwort zusammengefügt werden“, und nennt als Beispiele die Wörter Basmala und Hamdala. Somit entspricht der Naht in etwa einem Akronym: Ein neuer Begriff wird als Abkürzung aus den Anfangsbuchstaben einer aus zwei oder mehreren Wörtern bestehenden Konstruktion abgeleitet. Es handelt sich dabei überwiegend um die Bildung von religiösen Formeln der islamischen Frömmigkeit.

## Wortherkunft
Das Wort ist ein Verbalsubstantiv zu dem transitiven Verb naḥata in der Bedeutung von meißeln, hobeln, schnitzen, formen, gestalten aus Holz, Stein usw. abgeleitet. In diesem Sinne kommt das Verb im Koran an vier Stellen vor:
...so daß ihr euch in seinen Ebenen Schlösser machtet und die Berge zu Häusern meißelt! :
Sure 7, Vers 74; in diesem Sinne siehe auch Sure 15, Vers 82 und Sure 26, Vers 149.
In Sure 37, Vers 95, in der Polemik gegen die vorislamische Idolatrie, bedeutet das Verb Figuren, Idole (aus Stein) meißeln: Wollt ihr (denn) etwas verehren, was ihr (selber zurecht) meißelt...
Mit dem Objekt „das Wort“ (naḥata l-kalimata) erhält das Verb eine weitere Bedeutung: ein Wort aus zwei, oder drei Wörtern zusammensetzen (gestalten, formen). Diesen Vorgang bezeichnet man in der Kodikologie naḥt. Das neue Wort als Ergebnis dieses Vorgangs nennt man in der arabischen Sprachwissenschaft manḥūt: das (neu) geformte, gestaltete (Wort).
As-Suyūṭī verweist in seinem sprachwissenschaftlichen Werk al-Muzhir fī ʿulūm al-luġa wa-anwāʿihā auf das Buch eines gewissen und weitgehend unbekannten Gelehrten aẓ-Ẓuhair ibn al-Ḫaṭīr al-Fārisī al-ʿUmānī unter dem Titel Tanbīh al-bāriʿīn ʿalā l-manḥūt min kalām al-ʿarab, in dem der Verfasser den Vorgang des naḥt mit einem Vergleich wie folgt beschreibt: ...dies bedeutet, daß das Wort aus zwei Wörtern gestaltet (manḥūta) ist, so, wie der Tischler zwei Bretter schnitzt und sie dann zu einem (Brett) zusammensetzt.

## Beispiele
- Basmala = bi-ʾsmi ʾllāh (Im Namen Gottes);
- Ḥamdala = al-ḥamdu li-ʾllāh (Lob sei Gott);
- Ḥauqala oder Ḥaulaqa = lā ḥaula wa-lā qūwata illā bi-ʾllāh (Es gibt weder Macht noch Stärke außer bei Gott);
- Ṣalwala und ṣalʿama = ṣallā ʾllāhu ʿalaihi (wa-sallam): Den Segenswunsch über den Propheten Mohammed sprechen. Diese Abkürzung, die nach Nennung des Propheten steht, wird in der Schriftsprache der klassisch-arabischen Literatur allerdings oft vermieden und durch die vollständige Ausschreibung der Eulogie ersetzt.[6]
- Ṭalbaqa = aṭāla[7] llāhu baqāʾahu (Möge Gott ihm ein langes Leben schenken);
- Sabḥala = subḥāna llāh (gepriesen sei Gott).

Der arabische Philologe Aḥmad b. Fāris b. Zakariyāʾ al-Qazwīnī (gest. gegen 1004) hat in seinem groß angelegten Sprachlexikon Muʿǧam maqāyīs al-luġa nach älteren Quellen mehrere Beispiele von naḥt aus zwei bzw. drei Wörtern aus der profanen Literatur und Poesie zusammengestellt.